# Código de país

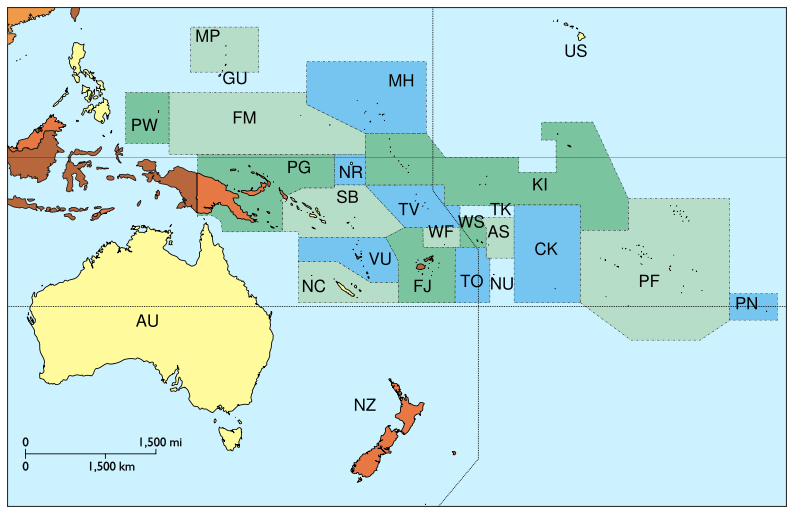
Mapa da Oceania com códigos de país.

Código do país são códigos geográficos alfabéticos ou numéricos curtos (geocódigos) desenvolvidos para representar países e áreas dependentes, para uso em processamento de dados e comunicações. Vários sistemas diferentes foram desenvolvidos para fazer isso. O termo "código do país" frequentemente refere-se a códigos de discagem internacional, os códigos de chamada de país E.164.

## ISO 3166-1
Este padrão define para a maior parte dos países e áreas dependentes no mundo::
- um de duas letras (ISO 3166-1 alfa-2)
- um de três letras (ISO 3166-1 alfa-3), e
- um código numérico de três dígitos (ISO 3166-1 numérico).

Os códigos de duas letras são usados como base para alguns outros códigos ou aplicações, e.g.
- para ISO 4217 códigos moeda
- com os desvios, para o código do país top-level domain nomes (ccTLDs) na Internet: Lista de domínios Internet de nível superior.

Para ver mais aplicações ISO 3166-1 alfa-2.

## Outros códigos de país
- O Comité Olímpico Internacional (COI) códigos de três letras utilizados em eventos esportivos: Lista de países por código do COI
- A Federação Internacional de Futebol Associação (FIFA) atribui um código de três letras (dubbed Trigramme FIFA) para cada um dos seus membros e de países não-membros: Lista de códigos de país da FIFA
- A Organização do Tratado do Atlântico Norte (OTAN) utiliza códigos de duas letras própria: veja-se Lista de códigos de países usados pela OTAN. Eles foram amplamente emprestados dos códigos FIPS 10-4 abaixo mencionados. Em 2003, a oitava edição do Acordo de Normalização (STANAG) adotou a norma ISO 3166 códigos três-letras com uma exceção (o código para a Macedónia). Com a nona edição, OTAN é transferida para quatro- e seis-letras códigos baseados nas normas ISO 3166 com algumas excepções e aditamentos.

- O sistema de codificação de placas de veículos sob as Convenções de Tráfego Rodoviário das Nações Unidas de 1949 e 1968 (sinais distintivos de veículos no tráfego internacional): Lista de códigos de registro internacional de veículos[1]
- A Organização Meteorológica Mundial (WMO) possui sua própria lista de códigos de países, usada para reportar observações meteorológicas.
- O Programa de Desenvolvimento das Nações Unidas (UNDP) também tem sua própria lista de códigos de país do trigrama.
- O Federal Information Processing Standard (FIPS) 10-4 define códigos de duas letras usadas pelo US governo e no CIA World Factbook: Lista de códigos de país FIPS, ver também Lista de códigos de regiões FIPS para um conjunto de códigos de região de 4 caracteres, também atribuído pelo FIPS 10-4.
- O sistema de codificação para Placas diplomáticas nos Estados Unidos, atribuído pelo  U.S. Departamento de Estado.
- Da União Internacional de Telecomunicações (ITU):
  - os códigos de discagem telefônicas internacionais E.164: Lista de códigos telefónicos com 1-3 dígitos,
  - o E.212 Mobile country code (MCC), para celular/endereços de telefone sem fio,
  - os primeiros caracteres de sinais de chamada de estações de rádio (marítimo, aeronáutico, rádio amador, radiodifusão, etc.) define o país: o Prefixo ITU,
  - Lista de códigos de letras ITU para os países membros,
  - Códigos de três dígitos usados para identificar países em transmissões de rádio móvel marítimo, conhecidos como Dígitos de identificação marítima
- União Européia:
  - Antes do 2004 UE alargamento a UE usou as Convenções de Tráfego Rodoviário da ONU códigos da placa de licença; desde então, usa ISO 3166-1, com 2 exceções: EL (não GR) é usado para  Grécia, e UK (não GB) é usado para o Reino Unido.[2]
  - A Nomenclatura das Unidades Territoriais para Fins Estatísticos (Nomenclature of territorial units for statistics, NUTS) da União Europeia, concentrando-se principalmente em subdivisões dos estados membros da UE
- Da Organização da Aviação Civil Internacional (ICAO):
  - prefixos de registro de aeronaves,
  - letras de nacionalidade para os indicadores de localização.
- Da União Internacional das Ferrovias (UIC):
  - UIC Código do país
- GOST 7.67

Os desenvolvedores da ISO 3166 pretendiam que, com o tempo, substituiriam outros sistemas de codificação existentes.

## Outras codificações
A sequência pode representar países:
- Os primeiros dígitos do International Standard Book Numbers (ISBN) são identificadores de grupo de países, setores, regiões ou idioma.
- Os três primeiros dígitos do GS1 Company Prefixes usado para identificar os produtos, por exemplo, em barras, designar numeração agências (nacional).

## Listas de códigos de países, por país
A -
B -
C -
D–E -
F -
G -
H–I -
J–K -
L -
M -
N -
O–Q -
R -
S -
T -
U–Z